# Urbano Rattazzi (politico 1845-1911)
Urbano Rattazzi iuniore (Vercelli, 2 febbraio 1845 – Roma, 4 agosto 1911) è stato un giurista italiano, nipote dell'omonimo uomo politico.

## Biografia
Laureato in giurisprudenza, avvocato, entrò al servizio di Casa Savoia fino a diventare consigliere giuridico di Re Umberto I, che in seguito lo nominò a capo della Real Casa, carica che ricoprì fra il 1892 e il 1894 e dalla quale si dimise dopo lo scoppio dello scandalo della Banca Romana e le dimissioni dell'amico Giovanni Giolitti, che egli stesso aveva suggerito al re per la carica di primo ministro. Contemporaneamente alle dimissioni da responsabile della Real Casa fu fatto Ministro di Stato e Senatore del Regno d'Italia.
Nel 1882 si unì in matrimonio con Carolina Marana Falcone, vedova dall'anno prima e con due figli.